# -ISM
『-ISM』（イズム）は、KinKi Kidsの8作目の映像作品。2002年1月9日発売。発売元は、ジャニーズ・エンタテイメント。

## 概要
- 2001年夏に行われた初のフィルムコンサート『ふるさとEふれあいalbumキャンペーン KinKi Kids FILM CONCERT 2001 SUMMER 〜年末年始のドームコンサートの前にKinKiがあなたの街にやってくる〜』で上映された「LOVESICK」と「- so young blues -」に[1]、「百年ノ恋」とメイキングシーンを加えて収録された。
- 本人達がセルフプロデュースした映像作品となっている[2][注 1]。
- パッケージデザインは、タイクーングラフィックスが担当した[注 2]。
- VHSは、2022年時点では廃盤となっている[3]。

## 仕様・特典
VHS
VHSはミュージックビデオ3作とメイキングシーンを収録
DVD
VHSの収録内容に、フィルムコンサートの横浜アリーナ公演でのMCのダイジェスト、E album発売時のテレビCM集を追加収録

## 収録曲

### VHS
1. LOVESICK
2. - so young blues -
  - 光一ソロ作品
3. 百年ノ恋
  - 剛ソロ作品
4. 月光[Making]

### DVD
1. LOVESICK
  - マルチアングル機能あり。
2. - so young blues -
  - マルチアングル機能あり。
3. 百年ノ恋
4. Special Reel
  - 月光[Making]
  - at YOKOHAMA ARENA
  - E album TV-CM